# Joachim Lambek
Joachim Lambek (Leipzig, 5 de dezembro de 1922 — Montreal, 23 de junho de 2014) foi um matemático alemão.
Foi professor emérito da cátedra Peter Redpath de Matemática Pura da Universidade McGill, onde obteve o Ph.D. em 1950, orientado por Hans Julius Zassenhaus.

## Obras selecionadas

### Livros
- Fine, N. J.; Gillman, Leonard; Lambek, Joachim (1966), Rings of quotients of rings of functions, McGill University Press, MR 0200747
- Lambek, Joachim (1966), Lectures on rings and modules, With an appendix by Ian G. Connell, Blaisdell Publishing, MR 0206032
- Lambek, Joachim (1966), Completions of categories, Seminar lectures given in 1966 in Zürich. Lecture Notes in Mathematics, No. 24, Berlin, New York: Springer-Verlag, MR 0209330
- Lambek, Joachim (1971), Torsion theories, additive semantics, and rings of quotients, With an appendix by H. H. Storrer on torsion theories and dominant dimensions. Lecture Notes in Mathematics, Vol. 177, Berlin, New York: Springer-Verlag, MR 0284459
- Lambek, J.; Scott, P.J. (1986), Introduction to Higher Order Categorical Logic, ISBN 978-0-521-35653-4, Cambridge University Press, MR 856915
- Anglin, W. S.; Lambek, Joachim (1995), The heritage of Thales, ISBN 978-0-387-94544-6, Undergraduate Texts in Mathematics, Berlin, New York: Springer-Verlag, MR 1369087
- Casadio, Claudia; Lambek, Joachim (2008), Computational Algebraic Approaches to Natural Language, ISBN 978-88-7699-125-7, Polimetrica
- Lambek, J. (2008), From word to sentence: a computational algebraic approach to grammar, ISBN 978-88-7699-117-2, Polimetrica

### Artigos
- Lambek, Joachim; Moser, L. (1954), «Inverse and Complementary Sequences of Natural Numbers», The American Mathematical Monthly, Vol. 61, No. 7, The American Mathematical Monthly, ISSN 0002-9890, 61 (7): 454–458, JSTOR 2308078, MR 0062777, doi:10.2307/2308078
- Lambek, J. (1958), «The Mathematics of Sentence Structure», The American Mathematical Monthly, Vol. 65, No. 3, The American Mathematical Monthly, ISSN 0002-9890, 65 (3): 154–170, JSTOR 1480361, doi:10.2307/2310058
- Lambek, Joachim (1972), «Bicommutators of nice injectives», Journal of Algebra, ISSN 0021-8693, 21: 60–73, MR 0301052, doi:10.1016/0021-8693(72)90034-8
- Lambek, Joachim (1972), «Localization and completion», Journal of Pure and Applied Algebra, ISSN 0022-4049, 2 (4): 343–370, MR 0320047, doi:10.1016/0022-4049(72)90011-4
- Lambek, Joachim (1979), «A mathematician looks at Latin conjugation», Theoretical Linguistics, ISSN 0301-4428, 6 (2): 221–234, MR 589163, doi:10.1515/thli.1979.6.1-3.221